# Lineus arenicola
Lineus arenicola är en djurart som tillhör fylumet slemmaskar, och som först beskrevs av Addison Emery Verrill 1873.  Lineus arenicola ingår i släktet Lineus och familjen Lineidae. Inga underarter finns listade i Catalogue of Life.